# 羅伯斯克里克 (加利福尼亞州)
羅伯斯克里克（英語：Robbers Creek）是位於美國加利福尼亞州拉森縣的一個非建制地區。該地的面積和人口皆未知。

## 地理
羅伯斯克里克的座標為40°22′13″N 121°00′18″W / 40.37028°N 121.00500°W，而該地的平均海拔高度為1623米（即5325英尺）。